# حصان دالا

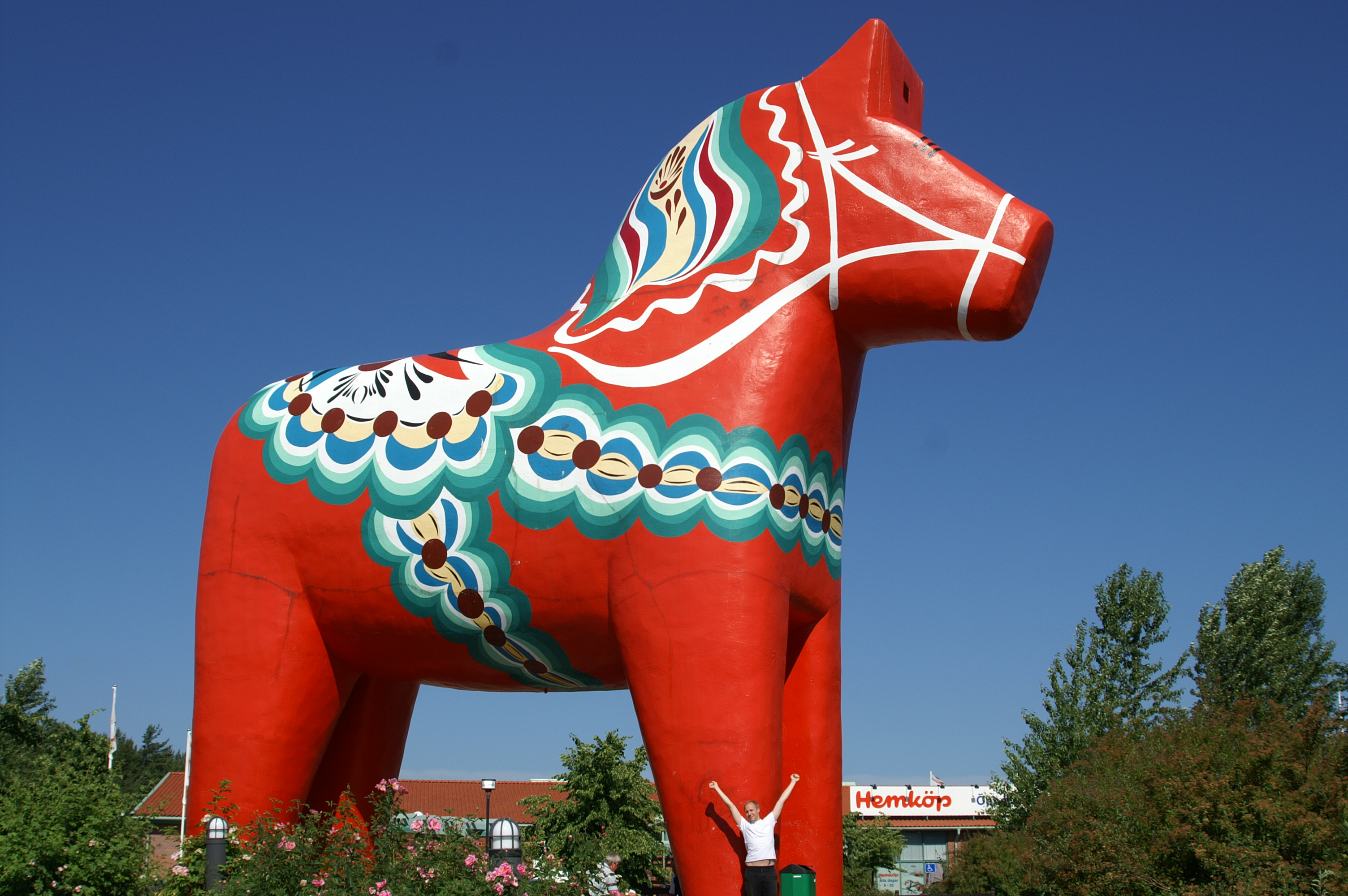
أكبر حصان دالا في العالم مصنوع من الخرسانة، وموقعه في مدينة أفيستا السويدية.

حصان دالا أو حصان دالارناس (بالسويدية: Dalahäst) هو تمثال تقليدي أو دمية من الخشب منحوتة على شكل حصان، يلون الخشب باللون الأحمر ونقوش خضراء وبيضاء بطريقة يدوية. نشأ التقليد في مقاطعة دالارنا السويدية. ويعتبر رمزًا وطنيًا للسويد، كما أنه من أكثر السلع تصديرًا. قديمًا كان الحصان الخشبي دميّة للأطفال، حديثًا أصبح رمزًا لمدينة دالارنا، وكذلك للسويد. ومع توسع شهرة الدالا توسعت صناعته في أماكن مختلفة من السويد، لهذا قد يصنع بأشكال مختلفة، وقد يضاف لها الألوان الزرقاء والصفراء.